# پایگاه نیروی هوایی مودی
پایگاه نیروی هوایی مودی (به انگلیسی: Moody Air Force Base) یک فرودگاه پایگاه نیروی هوایی است . این فرودگاه در کشور ایالات متحده آمریکا قرار دارد .